# Song of China
Song of China (xinès:天倫; pinyin: Tiān lún) També traduïda a l'anglès com Filial Piety i The Way of Heaven. Pel·l'icula muda  xinesa del 1935 codirigida per Fei Mu i Luo Mingyou , produïda pels estudis Lianhua . Protagonitzada entre d'altres, per Shang Guanwu, Zhang Yi i Chen Yanyan. Aquesta anomenada "pel·lícula doblada" és un producte del període de transició de les pel·lícules mudes xineses a les pel·lícules sonores, en què el contingut dels diàlegs dels personatges apareix en forma de subtítols o intertítols, en xinès i anglès. Es va estrenar al Shanghai Grand Guangming Theatre el 7 de setembre de 1935 i es va estrenar als Estats Units el 9 de novembre de 1936, amb projeccions a Nova York i a Los Angeles.

## Estil i realització
La pel·lícula exalta els valors confucians promoguts durant el Xin Shenghuo Yundong (Moviment de la Nova Vida) , promogut per  Chiang Kai-shek i la seva dona Soon Mei-ling durant el govern nacionalista del Guomindang. També s'ha considerat un reflex de l'educació de Fei Mu, els pares del qual eren fervents seguidors de la cultura tradicional xinesa, i un reflex de les conviccions religioses i morals de Luo Mingyou. D'alguna forma el títol anuncia el tema general de la pel·lícula, però cap traducció s'ajusta massa al la realitat del film. El títol anglès va ser triat per a l'estrena de la pel·lícula als Estats Units; S'explica amb un primer intertítol: "durant mil·lennis, la pietat filial ha estat a la Xina la força dominant de la nació, de la seva cultura i de la seva història, és realment la "cançó de la nació”.
El film es va considerar com un èxit artístic, amb opcions estètiques d'escenificació i opcions tècniques innovadores, però malgrat una gran campanya publicitària, va ser un fracàs comercial, que va representar l'acomiadament de Luo Mingyou i la reestructuració de Lianhua.

## Música
S'ha considerat que l'element més innovador -i de fet molt modern- de la pel·lícula és la seva música. En una època en què el cinema xinès amb so utilitzava sobretot música occidental , Fei Mu va escollir música típicament xinesa, del compositor Huang Zi (黄自), interpretada amb el Yueqin, gongs, plats i altres instruments tradicionals. Huang Zi, irònicament, s'havia format en música occidental als Estats Units, però va tornar a la Xina el 1929, on va ensenyar i va començar a compondre música xinesa. El 1935 va fundar la primera orquestra simfònica íntegrament xinesa a Shanghai, i és aquesta orquestra la que interpreta part de la música del film.
La música s'utilitza, d'una manera ambivalent, com a element innovador, però també pel seu valor emblemàtic, reforçant el missatge moral de defensa dels valors tradicionals que transmet la pel·lícula. El punt culminant musical és la cançó que és el tema principal, amb lletra de Zhong Shigen, titulada  "Song of Tianlun" (天伦歌); Expressa perfectament la barreja d'encant i rigor moral que es desprèn de la pel·lícula.

## Argument
Després d'unes imatges simbòliques d'un pastor a la recerca d'una ovella perduda, la pel·lícula s'inicia amb una breu seqüència introductòria que exposa molt clarament aquestes referències: les paraules són pronunciades per un vell cap de família que, en el moment de morir, traspassa al seu fill,  els principis que ha de tenir al cor per fonamentar la seva existència, en memòria del seu pare.
A continuació, la història explica què passa durant les properes tres generacions. El fill, Sun Liting (孙礼庭), vint anys després, que s'ha convertit en pare d'un jove, Sun Xiaoting (孙小庭), que viu la bona vida a Shanghai, malbaratant la fortuna familiar amb la seva dona. Desesperat i preocupat perquè no havia estat prou ferm en l'educació del seu fill, Liting va decidir tornar a portar tota la família cap al camp. Cosa que no és del gust ni del fill ni de la nora que decideixen, divertir-se una mica, organitzant una gran festa per l'aniversari del pare, convidant l'elit de la ciutat. Òbviament, aquest és un punt d'inflexió en la història: no només agreuja les tensions, sinó que l'ocasió fins i tot en crea d'altres, ja que la germana petita de Xiaoting, Ruoyan (若燕), s'enamora d'un jove de Shangahi que promet casar-se amb ella. .
Aleshores, la jove parella va tornar a la ciutat, amb el seu nen petit, Sun Yutang (孙玉堂). Instigada per la seva cunyada, Ruoyan, per la seva banda, fa tot el possible per unir-se a ells i casar-se , sense el consentiment dels seus pares. Profundament decebut per l'actitud dels seus fills, però tocat per l'espectacle dels pobres, a fora a la neu, albirat des de la seva finestra el vespre de la festa , Liting decideix fundar un orfenat i passar la resta de la seva vida cuidant els pobres en compliment de les últimes paraules del seu pare.
La pel·lícula salta a anys més tard: Liting és vell i malalt, i està preocupat per la seva successió com a cap de l'orfenat. Més tard  arriba Yutang, que no ha oblidat els ensenyaments del seu avi i es declara disposat a continuar pel mateix camí. Aleshores, tota la família es reuneix al costat del llit del moribund Liting i es reconcilia.
La pel·lícula es pot veure a Youtube.

## Repartiment
Els papers femenins són interpretats per un trio de les millors actrius de l'època, tan famoses com populars: Lin Cho-cho (林楚楚) com a mare, Li Zhuozhuo/ Lai Cheuk-cheuk (黎灼灼) com a nora i Chen Yanyan (陈燕燕) en el de Ruoyan. En els papers masculins, el paper principal va recaure en Shang Guanwu (尚冠武) com a Sun Liting, també cal ressaltar el jove actor que interpreta el paper de Yutang de petit: Li Keng (黎铿) i Zheng Junli com a Yutang.